# 彼得·尼加德
彼得·尼加德（瑞典語：Peter Nygård, 1941年7月24日—）是一位芬兰裔加拿大企业家。

## 生平

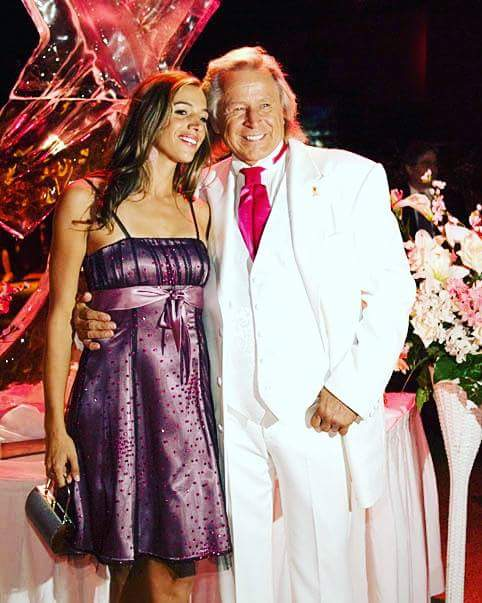
2017年与模特儿Nicole Midwin出席慈善晚宴

1941年出生于芬兰赫尔辛基，1952年随父母移民加拿大。1964年毕业于北达科他大学。1967年在温尼伯创建时尚服装公司尼加德国际。
因尼加德国际集团总部因被指控性贩卖，2020年2月25日卸任董事长一职。同年3月18日公司申请破产。

## 财富
2009年被《加拿大商业杂志》评为加拿大富豪榜第70位，资产8.17亿美元。